# Gonzalo Fernández de Oviedo
Gonzalo Fernández de Oviedo y Valdés (agosto de 1478 – 1557) foi um historiador e escritor espanhol. Participou na colonização do Caribe, e escreveu uma longa crônica sobre esse projeto, sendo um dos primeiros relatos sobre tal colonização. Apenas algumas partes de sua obra foram publicadas. Contudo, foram rapidamente lidas na Espanha e traduzidas para o francês e o inglês, no início do séculos XV. Oriundo de uma nobre linhagem asturiana, e foi educado na corte de Ferdinando e Isabel.
O seu primeiro trabalho literário foi um romance de cavalaria, intitulado Libro del muy esforzado e invencible caballero Don Claribalte (Livro do muito esforçado e invencível cavaleiro Don Caribalte), publicado em 1519.